# Бенислава
Бенислава (латыш. Benislava) — населённый пункт в Ругайском крае Латвии. Административный центр Лаздукалнской волости. Расположен у региональной автодороги P36 (Резекне — Гулбене). Расстояние до посёлка Ругайи составляет около 12 км. По данным на 2015 год, в населённом пункте проживало 150 человек.

## История
Во времена Российской империи село носило название Бениславово и являлось вотчиной рода Бениславских. В советское время село входило в Балвский район.